# Ticino (rzeka)
Ticino – rzeka w Europie Południowej o długości 248 km, przepływająca przez Szwajcarię (91 km) i Włochy (157 km). W starożytności występowała pod nazwą Ticinus, znana była ze stoczonej nad nią bitwy Rzymian z Kartagińczykami.
Źródła Ticino znajdują się w Alpach Lepontyńskich, po wschodniej stronie Przełęczy Nufenen, w skalnym kotle pod grzbietem, łączącym szczyty Pizzo Gallina (3060 m n.p.m.) i Pizzo Nero (2906 m n.p.m.), na wysokości ok. 2650 m n.p.m.. Rzeka spływa szerokim łukiem najpierw ku północnemu wschodowi, następnie ku południowemu wschodowi, by wreszcie, po skręceniu ku zachodowi, wpaść do jeziora Maggiore na jego północnym krańcu, niedaleko Locarno. W górnej części jeziora przecina granicę szwajcarsko-włoską. Wypływa z jeziora na jego krańcu południowym, następnie płynie w kierunku południowo-wschodnim przez Nizinę Padańską, po czym uchodzi do Padu na południe od Pawii, na wysokości ok. 75 m n.p.m.
Większe dopływy w dorzeczu Ticino rzeka posiada jedynie w swym górnym biegu, powyżej jeziora Maggiore. Lewobrzeżne to Brenno i Moesa, prawobrzeżne – Verzasca i Maggia (oba uchodzą do jeziora Maggiore).
Rzeka jest wykorzystywana do nawadniania pól uprawnych, a w dolnym biegu również do żeglugi.
Główne miasta nad rzeką Ticino to: 
- Bellinzona
- Sesto Calende
- Pawia